# شارجه
شارجه (به عربی: الشارقة) یک شهر در امارات متحده عربی است که در امارت شارجه واقع شده‌است.
شارجه رسماً توسط سازمان بهداشت جهانی به عنوان یک شهر سالم ثبت شده‌است. در لیست بهترین شهرهای دانشجویی QS در سال ۲۰۱۶، شارجه به عنوان شصت و هشتمین شهر برتر جهان برای دانشجویان انتخاب شد. شارجه به عنوان پایتخت فرهنگی امارات متحده عربی تلقی می‌شود، و در سال ۲۰۱۴ پایتخت فرهنگ اسلامی بود. شارجه از سوی یونسکو به عنوان پایتخت جهانی کتاب برای سال ۲۰۱۹ انتخاب شد.

## خصوصیات
شارجه ۱٬۴۰۰٬۰۰۰ نفر جمعیت دارد.

## خواهرخوانده
شهر گرانادا خواهرخواندهٔ شارجه است.

## نگارخانه

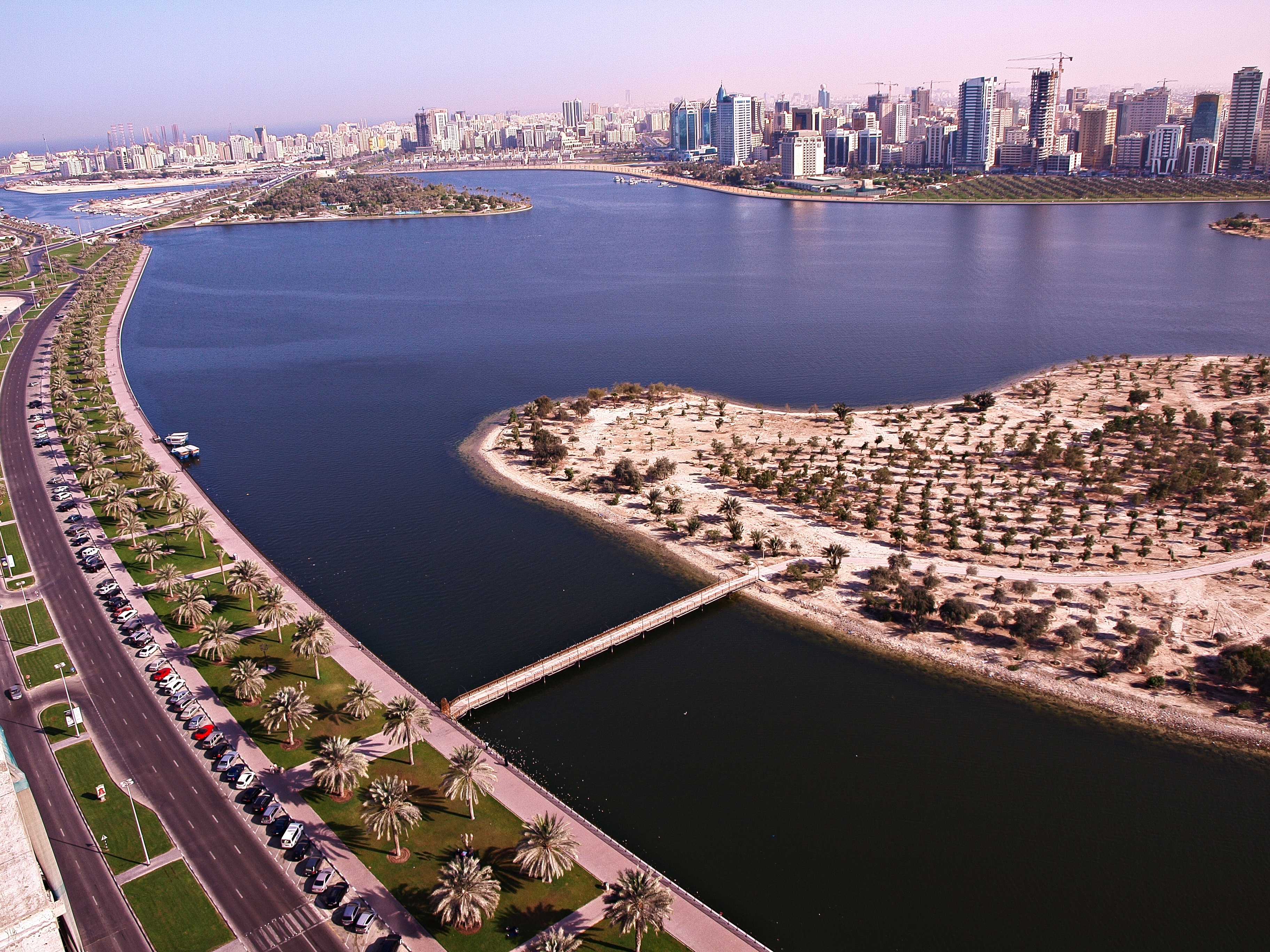
The Buhairah Corniche has numerous upscale hotels. The Sharjah Commerce Tourism Development Authority is also located along the corniche.
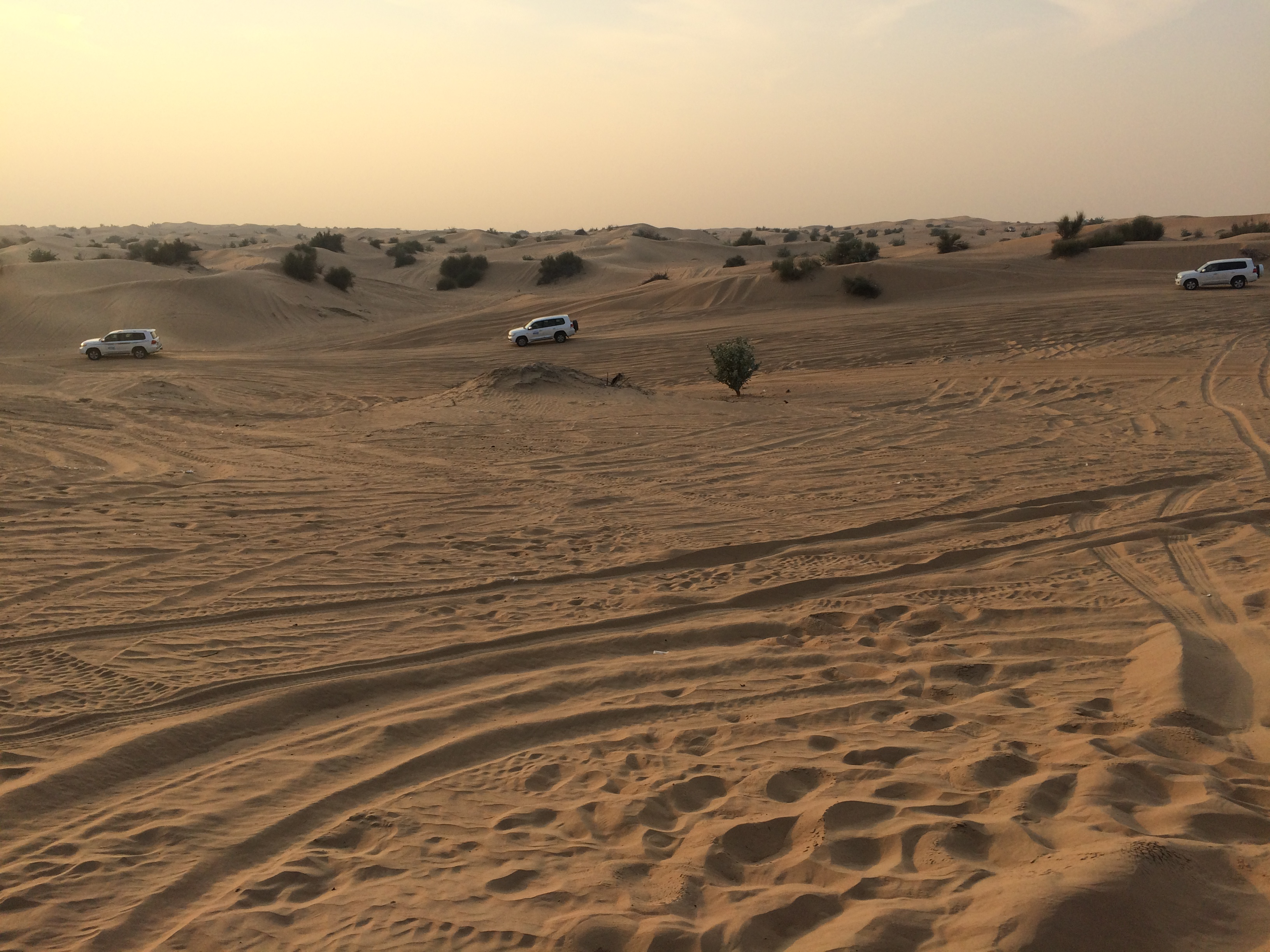
Off-road vehicles in deserts of Sharjah.
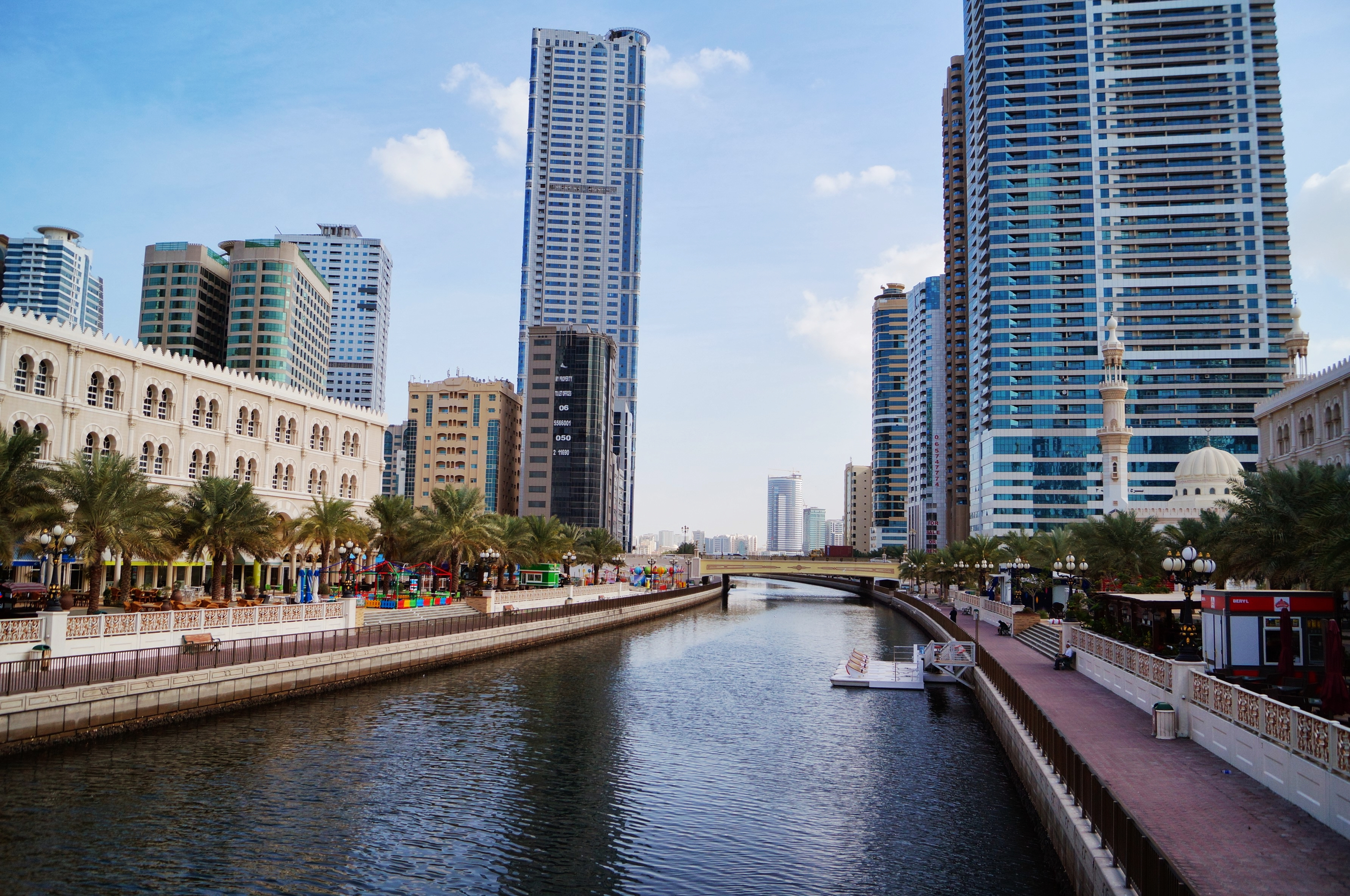
Al-Qasba Canal.
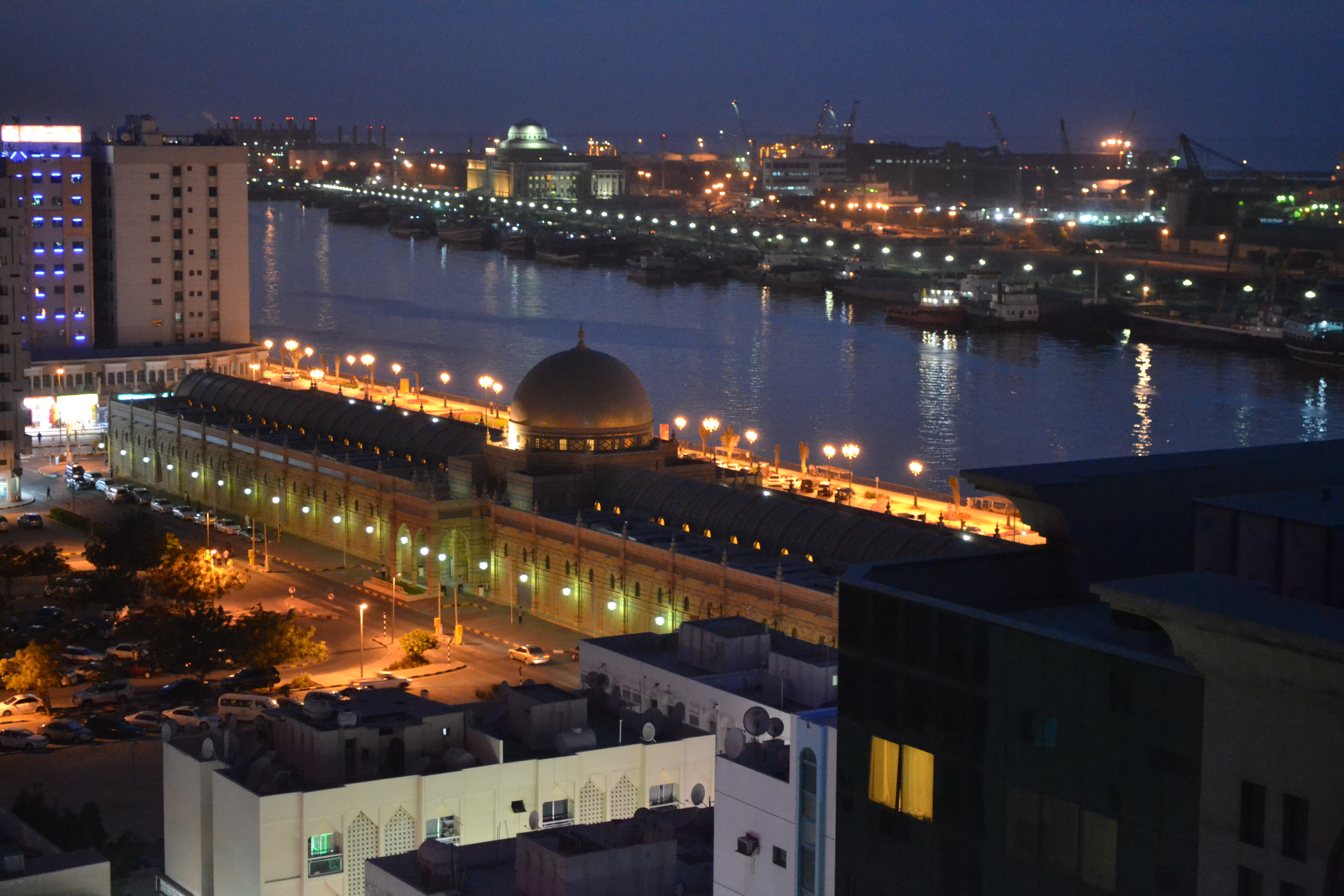
Sharjah Museum of Islamic Civilization, located in Al Nabba.
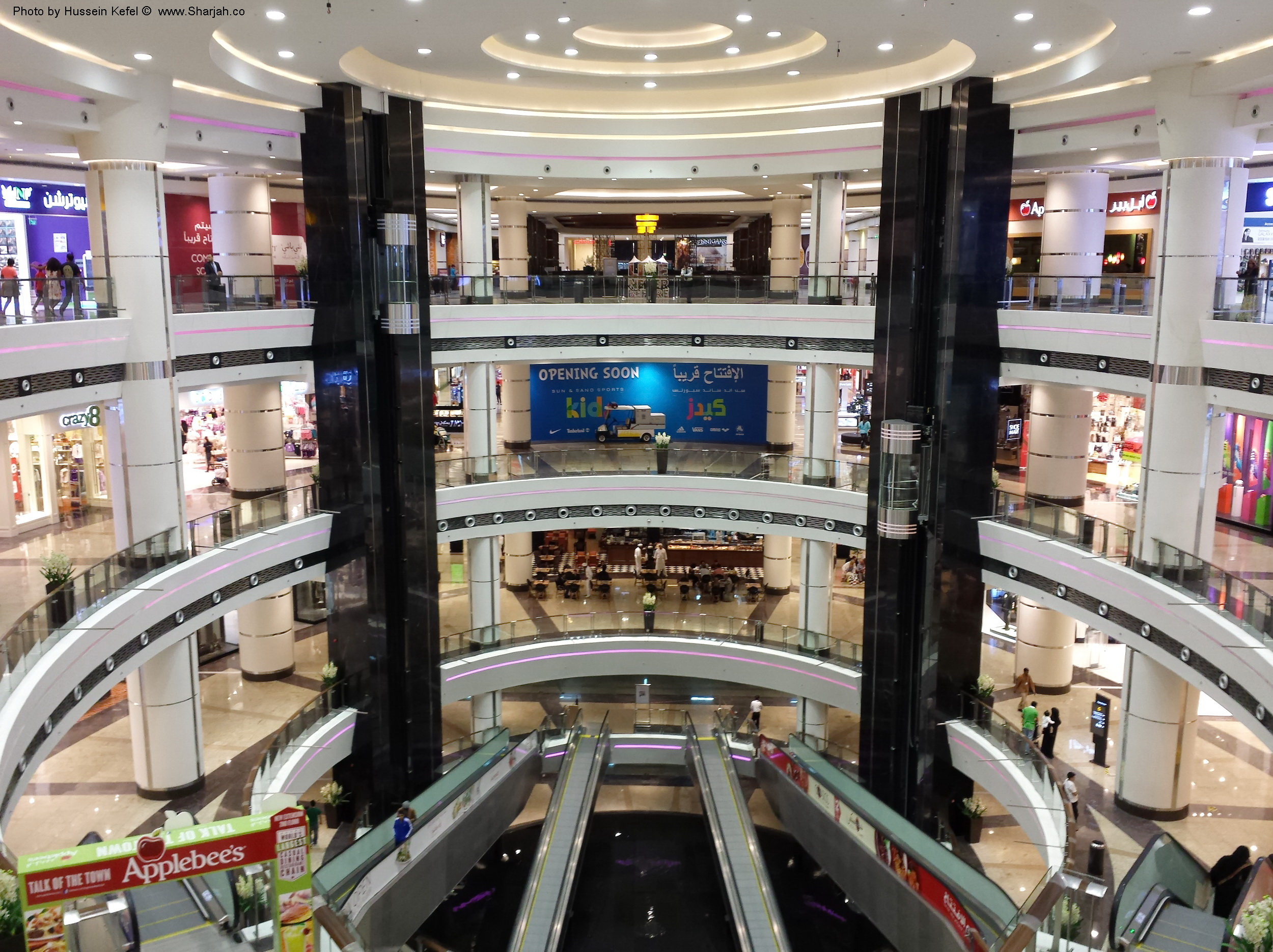
The interior of Sahara Center, one of the bigger malls in Sharjah.
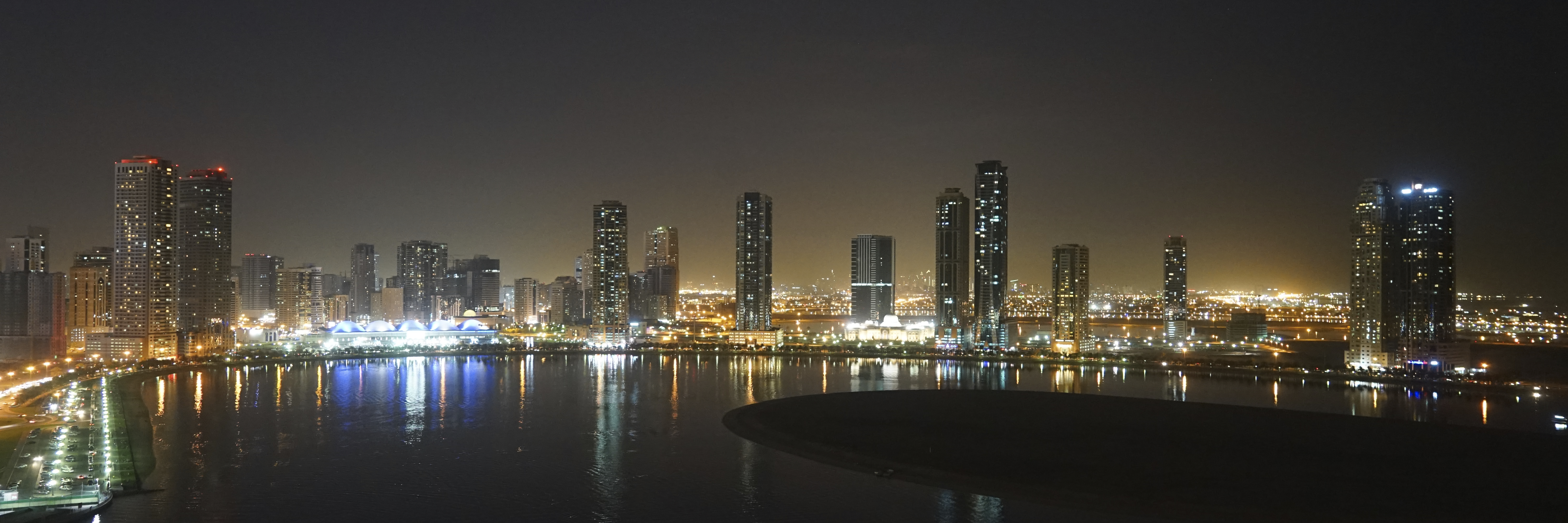
Panoramic view of the Al Khan Lagoon looking south by night.
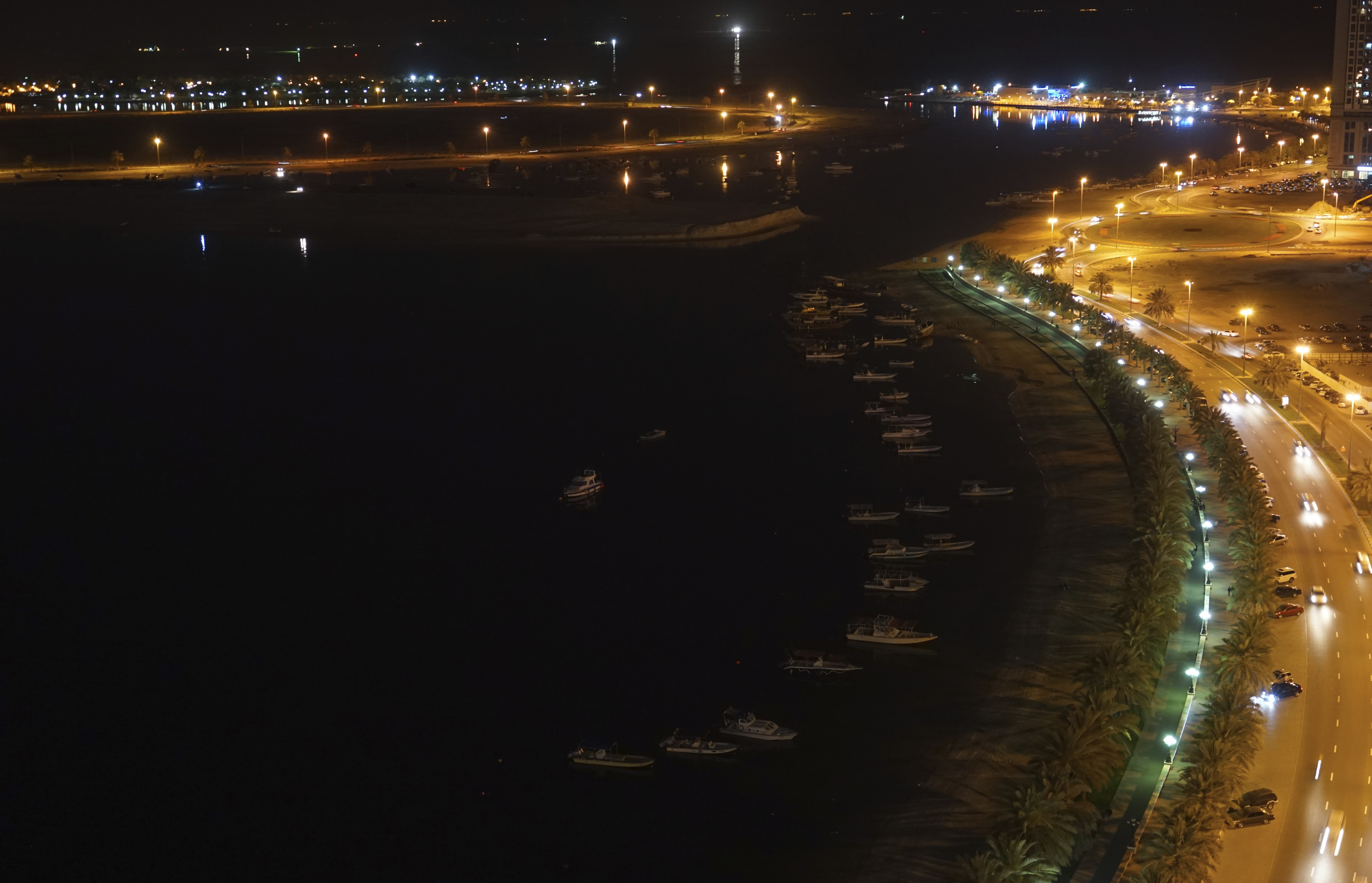
Night view of the boats docked to the east shoreline of Al Khan Lagoon.
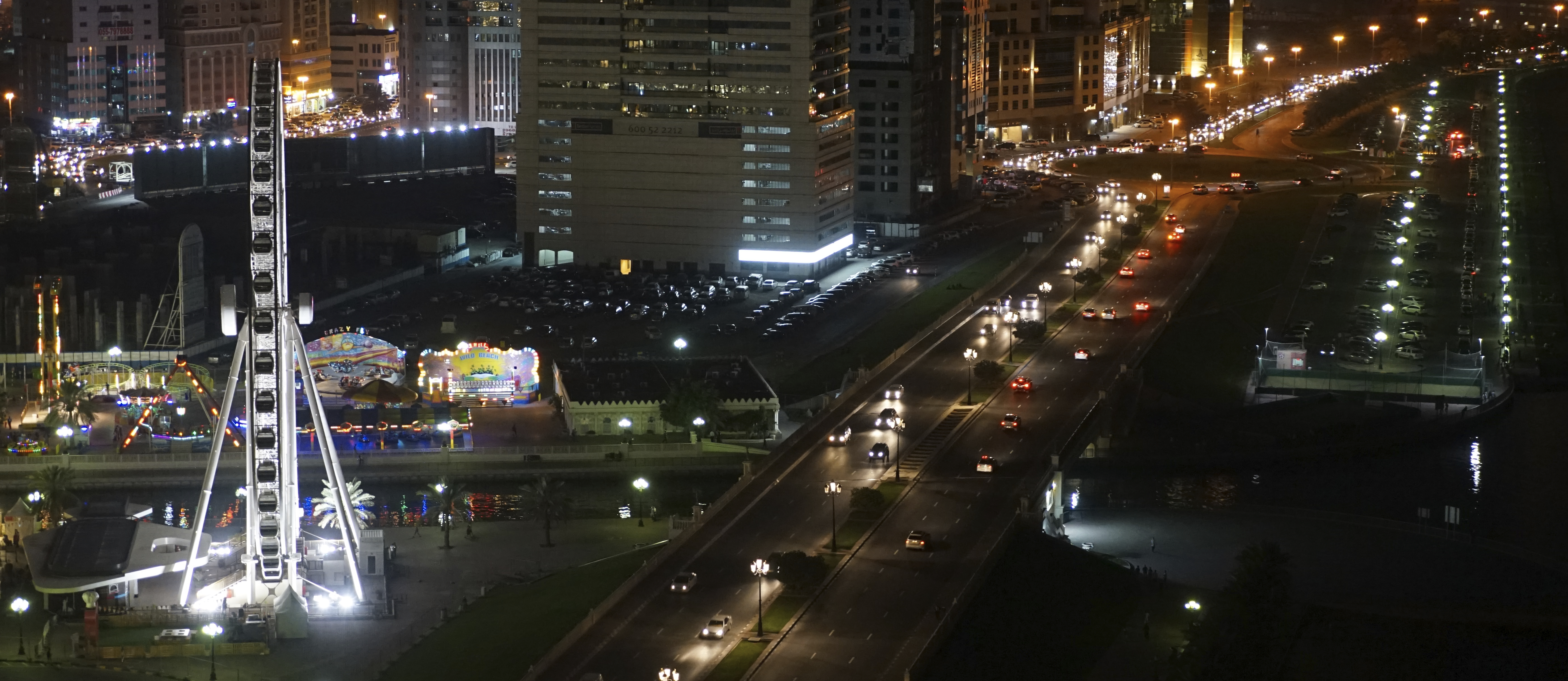
Eye of the Emirates and the Al Qasba Canal by night.
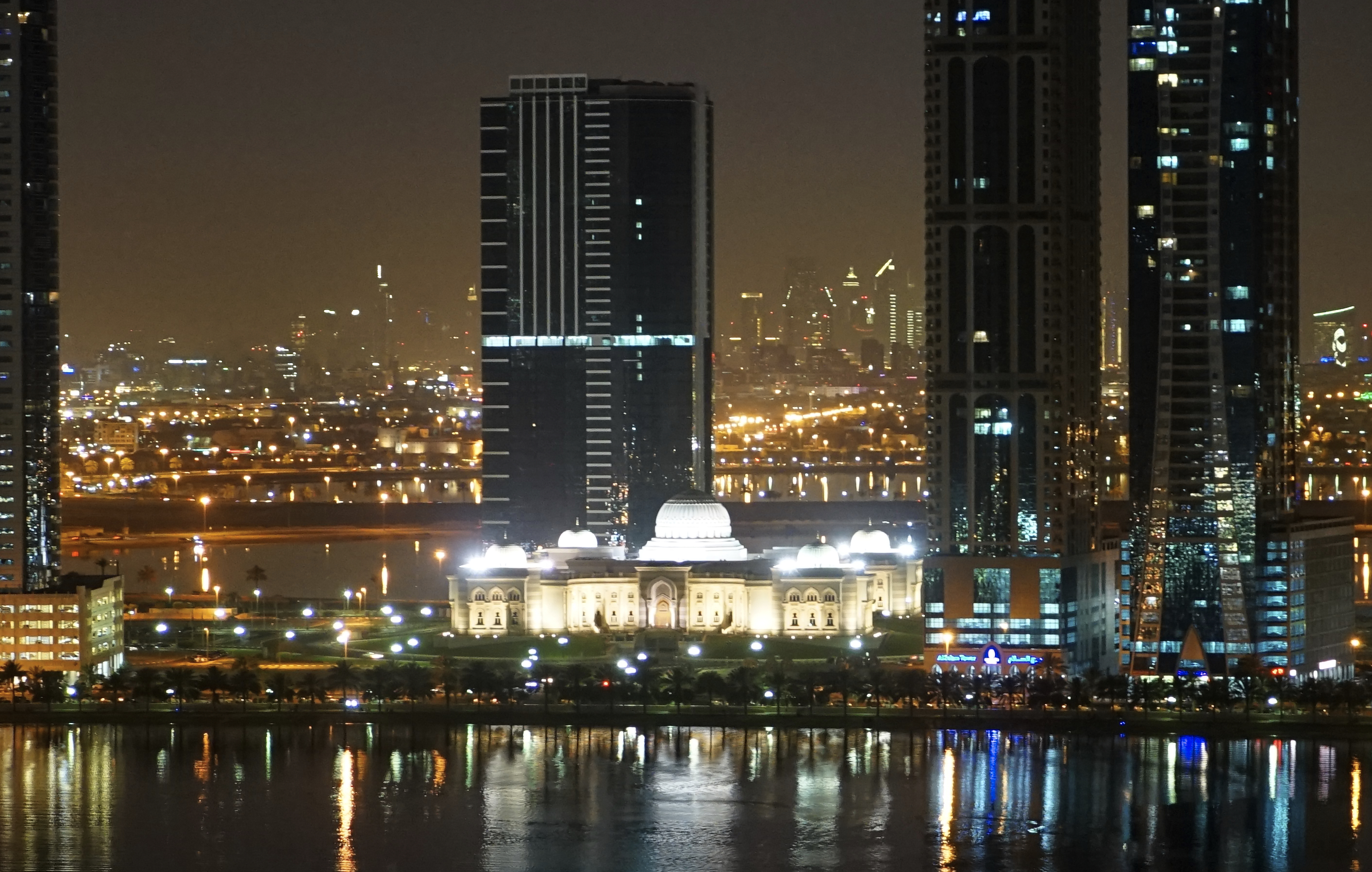
Night view of the New Sharjah Chamber of Commerce.